# Джон Кемени
Джон Кемени (на английски: John George Kemeny, на унгарски: Kemény János György [ˈjaːnoʃ ˈɟørɟ ˈkɛmeːɲ], роден на 31 май 1926 г. в Будапеща и починал на 26 декември 1992 г. в Етна, Ню Хемпшир) е американски математик, роден в Унгария. Заедно с Мари Келер и Томас Курц разработва програмния език BASIC. През 1970 г. е избран за 13-ти президент на Колежа „Дартмут“, който е един от авторитетните университети на САЩ и заема тази длъжност още 11 години. Там започва да използва редовно компютрите в учебния процес.

## Биография
Роден е в семейство на унгарски евреи и през 1940 г., след започването на Втората световна война, се преселват в Ню Йорк, бягайки от режима на Хорти. Негови роднини, останали в Унгария, загиват в концлагери.
След завършване на средното си образование постъпва в Принстънския университет, където изучава математика и философия. Като студент е привлечен да работи по Проект „Манхатън“, където е под ръководството на Ричард Файнман. През 1947 г. получава степен бакалавър и започва да работи по докторската си работа. Сътрудничи на Айнщайн по математически въпроси по същото време.
През 1952 г. се жени. Има две деца.